# Subida a Urkiola
La Subida a Urkiola (en euskera: Urkiola Igoera) era una clásica ciclista profesional que se realiza en la provincia de Vizcaya en el País Vasco en España. Tiene el  inicio en Durango y final en el Santuario de Urkiola. Se celebraba el día después de la Clásica de San Sebastián.

## Historia
Nació en el año 1931. Tras haber pasado alternativamente por las categorías 1.3 y 1.4 el 2005 con la creación de los Circuitos Continentales UCI se encuadra dentro del UCI Europe Tour en la categoría 1.1. El 27 de mayo de 2010 la organización anunció que ese año no se disputaría la prueba debido a la imposibilidad de hallar el respaldo económico suficiente en forma de patrocinadores en un contexto de fuerte crisis económica.
Sus primeras ediciones fueron organizadas por la S.C. Bilbaína, y a partir de 1936 hasta el día de su desaparición todas las ediciones fueron organizadas por la S. C. Duranguesa.
El ciclista con más victorias en su haber es el italiano Leonardo Piepoli, con un total de cuatro (1995, 1999, 2003 y 2004).

## Palmarés
| Año       | Ganador               | Segundo                   | Tercero                    | km            | Tiempo        |
| --------- | --------------------- | ------------------------- | -------------------------- | ------------- | ------------- |
| 1931      | Ricardo Montero       | Vicente Trueba            | Federico Ezquerra          | 5             | 21:01         |
| 1932-1935 | No se disputó         | No se disputó             | No se disputó              | No se disputó | No se disputó |
| 1936      | Claudio Leturiaga     | Manuel Trueba             | Federico Ezquerra          | 5             | 20:13         |
| 1937-1960 | No se disputó         | No se disputó             | No se disputó              | No se disputó | No se disputó |
| 1961      | Antonio Karmany       | Juan José Sagarduy        | Jesús Loroño               | 5             | 17:47         |
| 1962      | Julio Jiménez         | Juan José Sagarduy        | Antonio Karmany            | 5             | 18:15         |
| 1963      | No se disputó         | No se disputó             | No se disputó              | No se disputó | No se disputó |
| 1964      | Julio Jiménez         | Juan José Sagarduy        | Manuel Galera              | 5             | 18:01         |
| 1965      | Julio Jiménez         | Juan José Sagarduy        | Federico Martín Bahamontes | 5             | 18:36         |
| 1966      | Eusebio Vélez         | Francisco Gabikagogeaskoa | Gregorio San Miguel        | 9             | 25:36         |
| 1967-68   | No se disputó         | No se disputó             | No se disputó              | No se disputó | No se disputó |
| 1969      | Gabriel Mascaró       | Mingo Fernández           | Ventura Díaz               | 9             | 27:50         |
| 1970-83   | No se disputó         | No se disputó             | No se disputó              | No se disputó | No se disputó |
| 1984      | Vicente Belda         | Carlos Hernández          | Iñaki Gastón               | 130           | 3:33:02       |
| 1985      | Jesús Rodríguez Magro | Vicente Belda             | Alirio Chizabas            | 148           | 3:55:00       |
| 1986      | Óscar de Jesús Vargas | Alirio Chizabas           | Jokin Mujika               | 156           | 3:58:46       |
| 1987      | Marino Lejarreta      | Jérôme Simon              | Jesús Rodríguez            | 166           | 4:05:33       |
| 1988      | Marino Lejarreta      | Miguel Ángel Martínez     | Álvaro Pino                | 166           | 3h 59' 15"    |
| 1989      | Andrew Hampsten       | Santos Hernández          | Fernando Quevedo           | 167           | 4h 17' 03"    |
| 1990      | Andrew Hampsten       | Tony Rominger             | Marino Lejarreta           | 167           | 4h 24' 50"    |
| 1991      | Pedro Delgado         | Marino Lejarreta          | Jesús Montoya              | 166           | 3h 59' 34"    |
| 1992      | Claudio Chiappucci    | Pedro Delgado             | Ivan Gotti                 | 166           | 4h 14' 28"    |
| 1993      | Tony Rominger         | Claudio Chiappucci        | Andrew Hampsten            | 160           | 4:03:23       |
| 1994      | José María Jiménez    | Claudio Chiappucci        | Ramón González Arrieta     | 160           | 4:02:02       |
| 1995      | Leonardo Piepoli      | Erik Breukink             | Claudio Chiappucci         | 160           | 3:47:25       |
| 1996      | José María Jiménez    | Marco Fincato             | Oscar Pelliccioli          | 160           | 3:49:25       |
| 1997      | Beat Zberg            | José María Jiménez        | Jon Odriozola              | 160           | 3:53:28       |
| 1998      | Simone Bhorgheresi    | Axel Merckx               | Ángel Casero               | 160           | 3:58:12       |
| 1999      | Leonardo Piepoli      | Francisco Tomás García    | José María Jiménez         | 160           | 3h 58' 33"    |
| 2000      | Francesco Casagrande  | Leonardo Piepoli          | Davide Rebellin            | 160           | 3h 50' 52"    |
| 2001      | Jon Odriozola         | José María Jiménez        | Joaquim Rodríguez          | 160           | 3h 55' 47"    |
| 2002      | Dario Frigo           | Carlos García Quesada     | Danilo di Luca             | 160           | 3h 47' 18"    |
| 2003      | Leonardo Piepoli      | Dave Bruylandts           | Haimar Zubeldia            | 160           | 3h 53' 59"    |
| 2004      | Leonardo Piepoli      | Francesco Casagrande      | Carlos García Quesada      | 160           | 3h 51' 26"    |
| 2005      | Joaquim Rodríguez     | José Alberto Benítez      | Matteo Carrara             | 169           | 4h 08' 33"    |
| 2006      | Iban Mayo             | Ricardo Serrano           | Igor Antón                 | 161           | 3h 48' 25"    |
| 2007      | J.Á.Gómez Marchante   | David López               | Juan José Cobo             | 161,5         | 3h 50' 38"    |
| 2008      | David Arroyo          | Juan José Cobo            | Sergio Pardilla            | 161,5         | 3h 50' 12"    |
| 2009      | Igor Antón            | Xavier Tondo              | Freddy Montaña             | 161,5         | 3h 48' 58"    |

## Palmarés por países
| País           | Victorias |
| -------------- | --------- |
| España         | 21        |
| Italia         | 8         |
| Suiza          | 2         |
| Estados Unidos | 2         |
| Colombia       | 1         |